# Signori della Notte (Repubblica di Venezia)

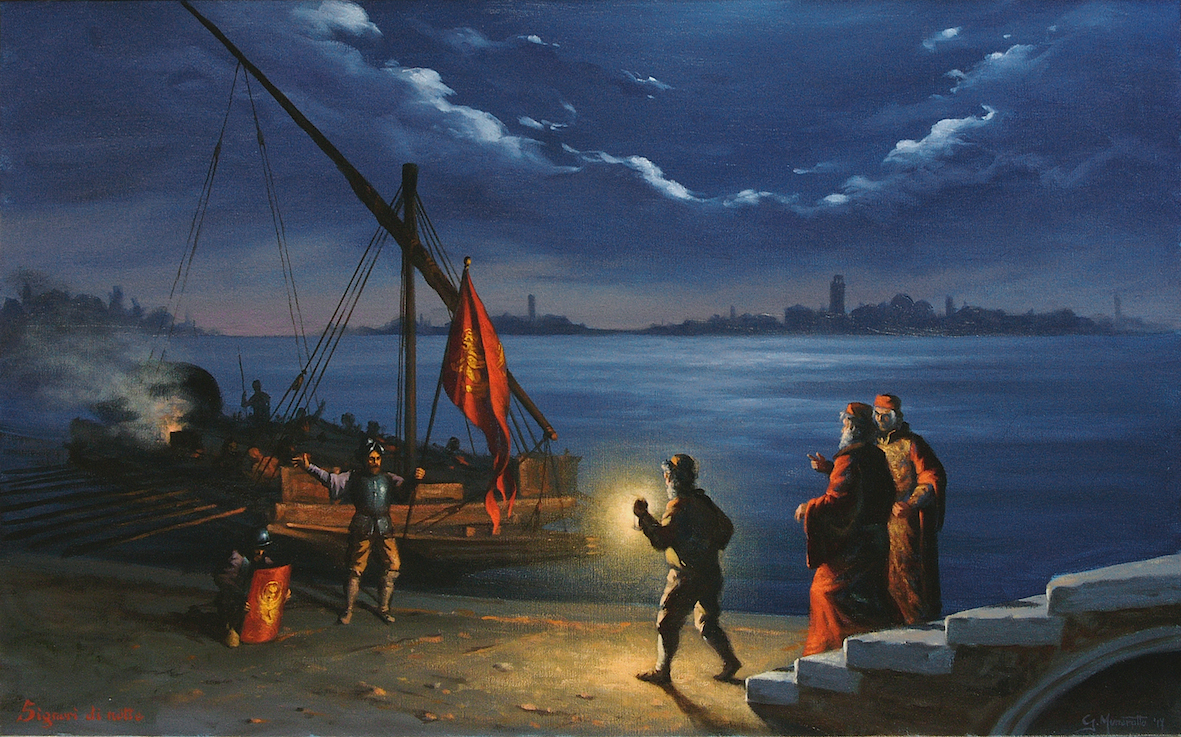
Signori di Notte durante l'attività investigativa notturna (Gianfranco Munerotto, Signori di Notte, Venezia, 2017).

Signori della Notte o Signori di Notte era il nome di due particolari magistrature della Repubblica di Venezia. Avevano il compito di reprimere i delitti più gravi e la loro giurisdizione si estendeva su quanto accadesse durante la notte.

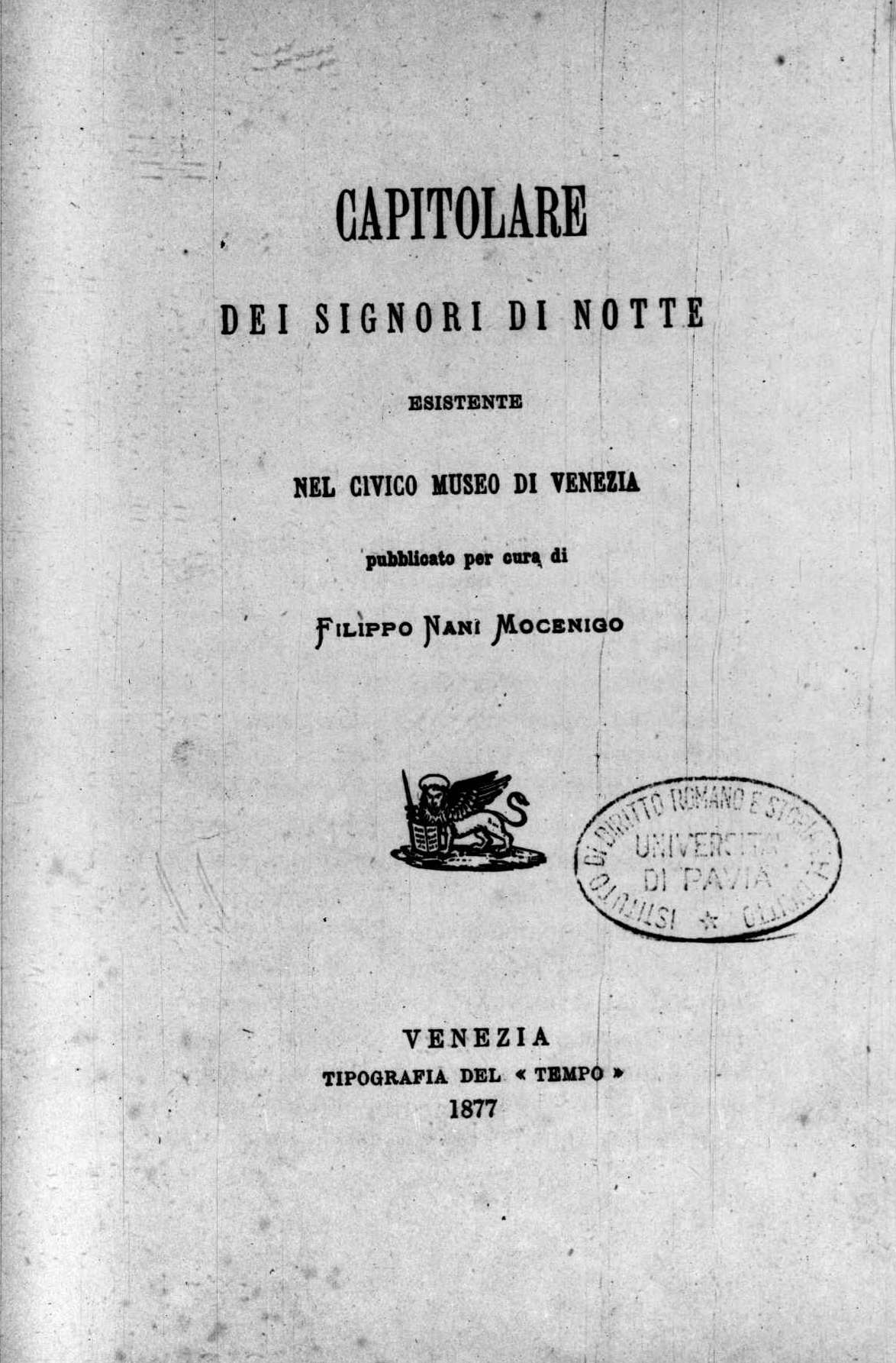
Filippo Nani Mocenigo, Capitolare dei signori di notte, 1877.

## Le due sezioni diSignori di Notte

### Signori della Notte al Criminàl
I Signori della Notte al Criminàl risultano attestati come magistratura già nel XII secolo in numero prima di due, infine di sei patrizi, uno per ciascun sestiere di Venezia a partire dal 1260.
Il loro nome derivava dalla iniziale competenza di sorveglianza su tutto quanto accadeva in città durante la notte. In breve le loro competenze furono estese a furto, assassinio, bigamia, reati carnali dei servi, porto d'armi, percosse, associazione a delinquere, vagabondaggio, stupro, danze notturne, diserzione dalle galee, mancato pagamento delle pigioni, ecc.
Si riunivano in una sala interna di Palazzo Ducale, la Camera del Tormento: gli interrogatori e i processi avvenivano perlopiù durante le ore notturne o del crepuscolo, prevedevano tra le altre cose di poter ricorrere al supplizio della corda e i tre giudici si presentavano all'imputato rivolgendo le spalle ad un'ampia finestra la cui illuminazione ne celava parzialmente l'aspetto.
Dalla loro sentenza era possibile appellarsi alla Quarantia Criminale attraverso gli Avogadori de Comùn.

### Signori della Notte al Civìl
A partire dal 1544 vennero creati i Signori della Notte al Civìl, cui vennero trasferite parte delle competenze dell'apparato criminale: applicazione di sentenze straniere, vendite di pegni, il bando per criminali e indesiderati, sostituzione di tutte quelle magistrature che non operavano durante i giorni festivi.